# Leproscirtus karschi
Leproscirtus karschi är en insektsart som beskrevs av Heinrich Hugo Karny 1919. Leproscirtus karschi ingår i släktet Leproscirtus och familjen vårtbitare. Inga underarter finns listade i Catalogue of Life.